# Municipio de Laketon (Dakota del Sur)
El municipio de Laketon (en inglés: Laketon Township) es un municipio ubicado en el condado de Brookings en el estado estadounidense de Dakota del Sur. En el año 2010 tenía una población de 169 habitantes y una densidad poblacional de 1,82 personas por km².

## Geografía
El municipio de Laketon se encuentra ubicado en las coordenadas 44°30′38″N 97°5′53″O / 44.51056, -97.09806. Según la Oficina del Censo de los Estados Unidos, el municipio tiene una superficie total de 92.76 km², de la cual 88,02 km² corresponden a tierra firme y (5,11 %) 4,74 km² es agua.

## Demografía
Según el censo de 2010, había 169 personas residiendo en el municipio de Laketon. La densidad de población era de 1,82 hab./km². De los 169 habitantes, el municipio de Laketon estaba compuesto por el 98,82 % blancos, el 0,59 % eran amerindios y el 0,59 % eran de una mezcla de razas. Del total de la población el 2,96 % eran hispanos o latinos de cualquier raza.